# 펜타필락스
펜타필락스(Pentaphylax euryoides)는 진달래목 펜타필락스과 펜타필락스속(Pentaphylax)에 속하는 속씨식물의 하나이다. 관목 또는 작은 나무이다. 줄기에 홑잎이 어긋나기 형태로 달리는 상록수이다. 남중국부터 말레이 반도와 수마트라 섬까지의 열대 지역에서 자생한다.

## 분류
과거에는 펜타필락스속을 펜타필락스과의 유일속으로 분류하였으며, 꽃밥과 논쟁의 여지가 있지만 밑씨의 구조에 기초하여 차나무과(Theaceae) 또는 후피향나무과(Ternstroemiaceae)에서 제외한다. 그러나 일부는 분자생물학적 데이터와 만곡 형태의 배아(胚芽) 구조(후피향나무과의 전형)에 근거하여 후피향나무과에 포함시켜야 한다고 주장한다.
이 종(種)과 과(科)의 분류학적 위치는 현재 불확실하며, 그 이유는 대부분 정보의 부족때문이다. 식물 분류 체계마다 다르게 분류하고 있다.
- 쇼르타(Shorta) - 쌍떡잎식물아강 (Dicotyledonae); Crassinucelli (?).
- 달그렌(Dahlgren) 분류 체계 - 차나무상목 (Theiflorae) ?, 차나무목 ?.
- 크론퀴스트 분류 체계 - 오아과아강 (Dilleniidae)의 차나무목.
- 속씨식물 계통분류학 그룹(1998년) - 가장 상위 레벨의 분류 위치가 불확실한 과.[3]
- 차나무과에 속하는 후피향나무아과(Ternstroemioideae)로 분류.[4]

펜타필락스속은 1종 또는 2종 을 포함하고 있다고 여겨진다.